# Прича о немилосрдном слуги
Прича о немилосрдном слуги (или прича о незахвалном слуги) је једна од Исусових алегоријских прича, која наглашава важност праштања другима.
Забележена је у канонском јеванђељу по Матеју (18:21-35).

## Прича
Увод у причу је питање које Петар поставља Исусу: „Колико пута ако ми сагреши брат мој да му опростим? До седам пута?“, на које Исус одговара: „Не кажем ти до седам пута, него до седамдесет пута седам“, након чега даје параболу:

## Историјски оквир
Исус за први дуг даје цифру од „десет хиљада таланата“ а за други „сто динара“, односно денаријуса. Један таланат из ове приче је вредео око 6.000 денариуса, тако да је први дуг 600.000 пута већи од другог.
Притом, 10.000 (мирјада) је био највећи грчки број, а таланат највећа јединица валуте, тако да је 10.000 таланата био највећи замисливи дуг (поређења ради, заједнички годишњи данак Јудеје, Самарије и Идумеје у то време је износио само 600 талената, а просечна дневница је износила око један денариј).

## Тумачења
Ова прича носи више поука, између осталог да је божје опроштење греха незамисливо велико (као и 10.000 талената), да ово неизмерно милосрђе треба бити модел за хришћане да опраштају другима, да немилосрдност вређа Бога и да опроштај мора бити искрен.